# 연구설계
연구설계(硏究設計, Research design)는 과학적 방법에 따라 연구를 진행하기 위한 일단의 작업 지침을 가리킨다. 일반적인 연구설계는 연구 문제, 분석 모형, 분석의 시간적ㆍ공간적 범주, 개념화와 조작 정의, 모집단과 표본, 관측 방법, 가설 검증 방법 등의 일곱 가지 구성 요소로 이루어진다.

### 기술적 연구 설계
기술적 연구 설계는 인과관계를 추론하지 않고 주어진 주제에 대한 데이터를 관찰하고 수집하는 것을 포함한다. 기술적 연구 설계의 목적은 연구 중인 모집단이나 현상에 대한 포괄적이고 정확한 그림을 제공하고 데이터 내에 존재하는 관계, 패턴 및 추세를 설명하는 데 있다.  기술적 연구 방법에는 조사, 관찰 연구, 사례 연구가 포함되며 수집한 데이터는 정성적 또는 정량적 일 수 있다.
기술적 연구 설계는 인과관계를 추론하지 않고 주어진 주제에 대한 데이터를 관찰하고 수집하는 것을 포함한다. 기술적 연구 설계의 목적은 연구 중인 모집단이나 현상에 대한 포괄적이고 정확한 그림을 제공하고 데이터 내에 존재하는 관계, 패턴 및 추세를 설명하는 데 있다.  기술적 연구 방법에는 조사, 관찰 연구, 사례 연구가 포함되며 수집한 데이터는 정성적 또는 정량적 일 수 있다.

## 예
연구 설계는 데이터 수집, 해석, 분석 및 토론을 통해 확립된 연구 문제를 해결하기 위한 간결하고 논리적 계획을 정의하는 연구를 수행하는 데 사용되는 전체 전략(strategy)을 말한다.
연구의 설계에 통합된 방법론과 방법은 종종 연구자가 속한 학문 분야에 의해 형성되는 지식의 본질(인식론 참조) 및 현실(온톨로지 참조)에 대한 그들의 신념에 대한 연구자의 관점에 달려 있다.

## 같이 보기
- 추론